# Mazurca

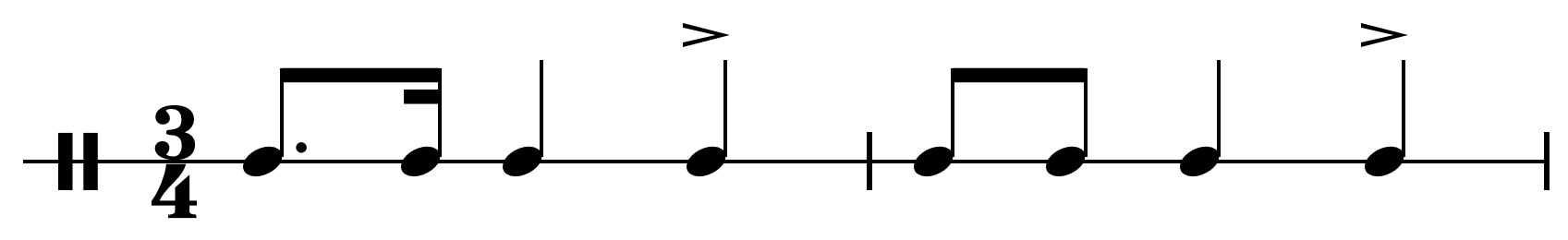
Ritmo della Mazurka

La mazurca o mazurka (in polacco mazurek) è una danza di coppia con ritmo ternario diffusa in tutta l'Europa.
"Mazurka" è un termine di origine polacca, anche se non è chiara l'etimologia, potrebbe derivare da Masuria (in polacco Mazury) o Masovia, nomi di due regioni polacche, da Mazurek, villaggio nei pressi di Varsavia (dove nel primo '500 ebbe origine l'omonima danza) o da mazur, il contadino polacco. Da notare che in polacco il nome mazurek è maschile; il nome mazurka diffusosi nelle altre lingue può essere dovuto al fatto che il genitivo della parola è mazurka, o anche che il plurale sia mazurki, che potrebbe essere stato portato al singolare come mazurka.
Nata come danza popolare, si è diffusa nei ceti medi in Europa dal 1700; la sua ulteriore diffusione dall'800 è stata favorita dalla riscrittura "colta" (Chopin, 	Čajkovskij, Borodin, Debussy, Ravel...)
Come il Valzer, la mazurca è una danza a volteggi su tempo ternario ma con un ritmo molto più moderato e movimenti molto più secchi accentuati dal colpo di tacco che accompagna la chiusura di ogni sequenza coreografica. 
La peculiarità musicale di questo ballo si trova nella caduta dell'accento ritmico sul secondo tempo della misura. Tale particolarità, che appartiene anche ad altre danze nazionali polacche, avrebbe un'origine assai curiosa: deriverebbe dal trotto dei cavalli. Infatti, ascoltando il trotto di un cavallo con attenzione, si avverte che il secondo battito degli zoccoli è più accentuato rispetto al primo. In origine la Mazurca era ballata da un numero di coppie indeterminato e solo in un secondo momento assunse la forma di una danza per quattro o per otto coppie disposte in cerchio attorno alla sala da ballo.
Secondo Curt Sachs tale aspetto è da ricollegarsi alle antiche danze in circolo, nelle quali il numero dei danzatori era indeterminato. La mazurca sarebbe la sola danza di gruppo a ricollegarsi all'antico cerchio delle danze primitive, simbolo di unione e di forza per i membri della comunità e connesso alla sfera della magia. A questa modalità si affiancherà in seguito anche la Kujawiak.

## Le origini

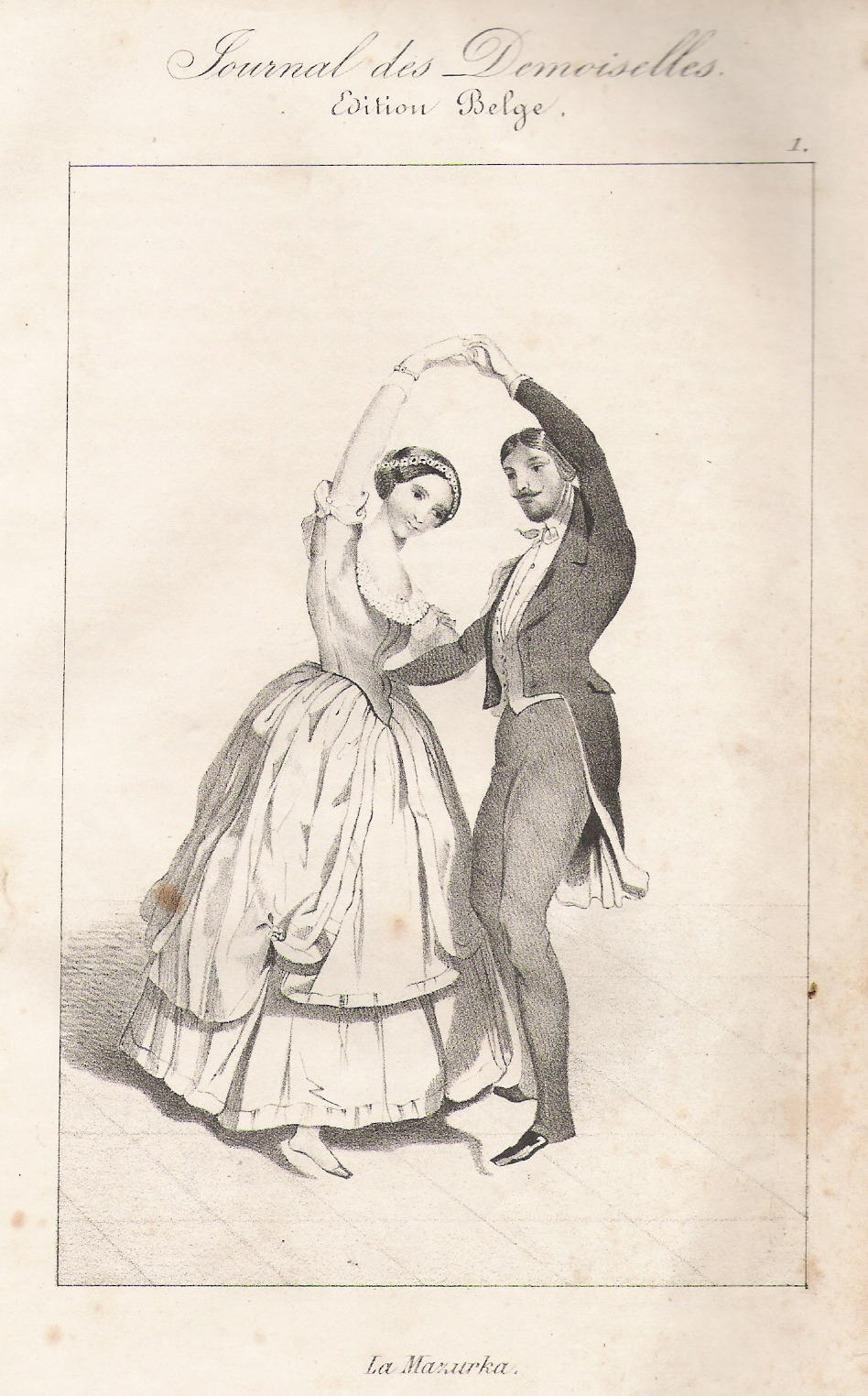
Mazurca; 1845

Nata come danza popolare, per la sua natura vivace e frizzante, la mazurca sin dall'inizio si scostò dalla polacca (polonaise), danza tipica degli ambienti aristocratici del tempo caratterizzata da cadenze lente e tempo binario. Come l'usanza prevedeva, le due danze si affiancarono nelle suite di balli rinascimentali, la prima ricoprendo il posto riservato alla bassa danza e la seconda quello riservato all'alta danza (era infatti tipico suddividere le danze di corte cinquecentesche in gruppi diversi a seconda che esse fossero più o meno solenni e perciò dotate di differenti caratteristiche tecniche).
Dalla Polonia venne introdotta, nel secolo XVII, in Russia e in Ungheria e, attorno alla metà del XVIII, in Germania da Augusto III. Le prime vere e proprie notizie riguardanti la mazurca, infatti, risalgono al 1770, periodo nel quale essa cominciò a trovare ampio favore nelle sale da ballo del resto d'Europa; solo un secolo dopo registrò un vero e proprio salto di qualità ottenendo popolarità soprattutto in Francia e Inghilterra.
La sua diffusione in Europa fu soprattutto merito degli immigrati polacchi e dei rifugiati politici. Riguardo a ciò, G. Desrat, riferendosi alla città di Parigi, scrisse: «I saloni dell'Hotel Lambert, dove la principessa Czartoryska riuniva tutta la nobiltà polacca rifugiata, unita alla nobiltà francese, e sotto forma di pensionato donava l'educazione e l'istruzione ai giovani polacchi fino al loro matrimonio, erano il luogo d'incontro dei più fedeli ballerini di mazurka. È in seguito alle lezioni date (ma io direi piuttosto prese per ciò che concerne la mazurka) che ho pubblicato la teoria sotto riportata, la più in uso in Polonia e in Russia.»
In Inghilterra, invece, la mazurca venne introdotta dal duca di Devonshire al suo ritorno da una missione diplomatica in Russia e in Polonia (nel 1826). Per via della sua esuberanza espressiva, dovuta anche al tipico accento sulla seconda battuta marcato dal colpo di tacco, questo ballo portò con ogni probabilità un certo entusiasmo e desiderio di partecipazione nelle sale da ballo inglesi, dove far rumore con i piedi era considerata usanza propria solo agli scozzesi.

## L'aspetto coreografico
La mazurca si diffuse poco prima della polca e, dal 1844 in poi, il loro successo fu notevole anche se la prima risultava molto più complessa dal punto di vista tecnico.
Fu proprio questo il periodo in cui vennero inventate notevoli danze di facile apprendimento che portavano il nome del loro luogo d'origine.
Tuttavia la mazurca, pur essendo molto complessa, risultò così innovativa da far sì che i più insigni maestri di danza del tempo, come Coralli, Laborde e Cellarius, se ne occupassero e creassero le proprie forme stilistiche e tecniche.
Il più creativo nel campo dell'adattamento fu il professor Cellarius, riusciva ad adattare meglio di chiunque le varie tipologie di ballo alle esigenze del pubblico.
Per di più la mazurca, non possedendo un infinito numero di figure coreografiche, permise alla sua fantasia di spaziare liberamente. Non fu però l'unico a lavorare in questo campo, uno storico tedesco del primo Ottocento, Rosenheim arrivò a descrivere ben 56 figure di ballo.
Ciascuno poteva esprimere la propria individualità improvvisando e era infatti la libertà di esecuzione l'aspetto più interessante della mazurca. Ma il grande spazio lasciato all'invenzione personale era difficilmente gestibile da coloro che non erano ancora padroni del ballo.
Cellarius spiega che solo una parte della mazurca veniva insegnata e constava precisamente di quattro passi: il pas glissé devant (passo scivolato davanti) o passo di mazurca, il pas de basque sauté (passo di basco saltato), il pas boiteux (passo zoppo) e il pas polonais (passo polacco) o coup de talon (colpo di tallone). Il resto s'inventava, s'improvvisava durante l'esecuzione ed era questo ispirazione costante a rendere la mazurca così attraente e variata.
Oltre a questi quattro passi vi era una promenade che il cavaliere seguiva in lungo e in largo, a seconda dello spazio a sua disposizione, conducendo la dama per mano. Solo quando un ballerino eseguiva bene la promenade, secondo Cellarius, poteva dire di saper danzare la mazurca, poiché le quattro figure basilari non erano che un gioco per il quale erano sufficienti solo un po' di attenzione e di memoria. La promenade si concludeva con un giro di coppia chiamato holubiec o tour sur place, il passo più grazioso e allo stesso tempo più complicato.
"Il tour sur place, soprattutto, esige da parte della dama molta precisione e presenza di spirito. Ella deve obbedire con completo abbandono ai movimenti del cavaliere che la prende fra le sue braccia. La minima esitazione da parte della dama farà mancare interamente l'effetto del passo, che perderà tutto il suo carattere se non ci sarà intesa perfetta tra la danseuse ed il suo cavaliere."
Ma se Cellarius analizzò soprattutto gli aspetti tecnici di questo ballo, e ciò per ovvie esigenze professionali, il compositore ungherese Franz Liszt si soffermò invece sui suoi contenuti poetici offrendoci una descrizione ancora più suggestiva: "Come in una sfida, il cavaliere accentua i suoi passi, abbandona la dama per un momento, quasi per contemplarla con rinnovato piacere, si unisce nuovamente a lei con passionale ardore o gira su se stesso rapidamente, come sopraffatto da un'improvvisa gioia e completamente abbandonato alla deliziosa vertigine del trasporto."
Maestà, abbandono e grazia erano dunque gli elementi propri della mazurca. E per seguirla bene occorreva che anche le dame – le quali tra l'altro avevano in questa danza il privilegio di scegliere il proprio partner – avessero un portamento maestoso e fiero.

## Le varianti della mazurca
L'operazione che permise a Cellarius di ottenere la massima autorità nella sua professione fu l'invenzione di tre nuove danze create sulla base della mazurca: la polca-mazurca, il valzer-mazurca e la quadriglia-mazurca.
La polca-mazurca non fu una versione particolare della mazurca o della polca: fu un ballo del tutto nuovo dal momento che accentuava la terza battuta e non la seconda ed era in 34 e non nei 24 tipici della polca. Fu molto di moda a Vienna e a Budapest. Negli altri paesi europei non ottenne grandissimi favori e probabilmente ciò fu dovuto alla sua difficoltà d'esecuzione, stando alla descrizione dei passi che fu data da Monsieur James Harvey d'Egville: "I piedi non devono mai lasciare completamente il suolo e devono essere usate molto le ginocchia, che si dovrebbero flettere e stendere continuamente durante i movimenti. I passi del galop e del valzer a due tempi possono essere occasionalmente inclusi nel corso della variazione, ma ciò deve essere fatto con giudizio e destrezza, altrimenti potrebbero verificarsi conseguenze poco raccomandabili per i danzatori, sebbene senza dubbio divertenti per gli spettatori".
Più fortuna ebbero invece il valzer-mazurca (conosciuto anche come Cellarius valse) che, su un ritmo più veloce del valzer e con il classico colpo di tacco della mazurca, fu molto amato dagli Inglesi, e la quadriglia-mazurca, una sorta di compromesso tra la quadriglia francese e la danza polacca.

## La musica
Durante il 1800 in Polonia vennero composte molte Mazurche. Maria Szymanowska all'inizio dell'ottocento scrisse diverse Mazurke per pianoforte che furono un primo tentativo di stilizzazione di questa danza. Il contributo essenziale per lo sviluppo e la nobilitazione di questo genere musicale deve essere riconosciuto a Fryderyk Chopin che la portò a un livello tale di perfezione che rimarrà senza pari. Egli favorì inoltre la riuscita e l'emergere di successivi artisti fra i quali possiamo ricordare Joseph Strauss.

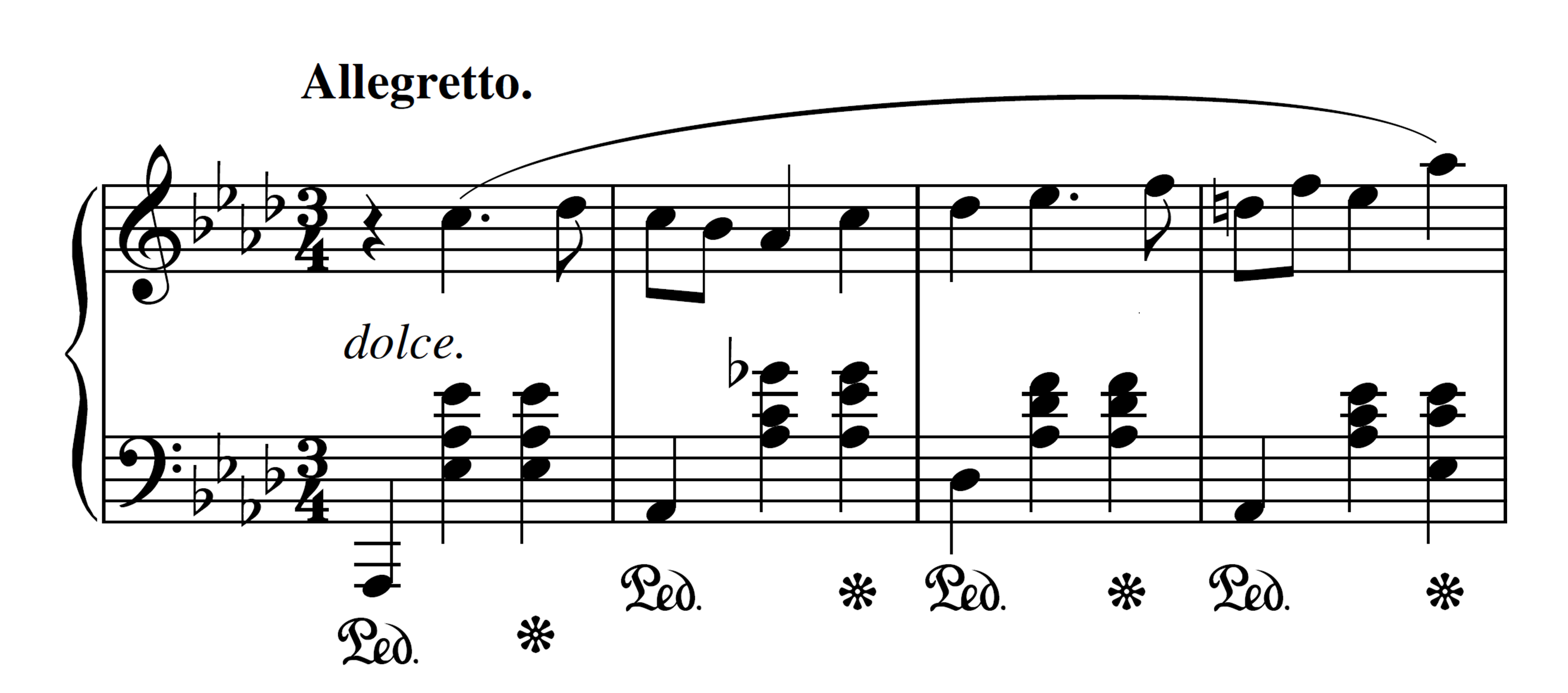
Mazurca op. 59 n. 2 di Fryderyk Chopin

La produzione di Chopin fu esclusivamente pianistica; oltre ai notturni e alle ballate che lo resero famoso in tutto il mondo, compose polacche, valzer e mazurche. Egli scrisse cinquantanove mazurche nell'arco di tutta la sua vita: alcune vivaci, altre più introspettive, ma tutte ugualmente dotate di grande intensità espressiva. Legate indissolubilmente alla sua terra, inizialmente rappresentavano l'autore come "musicista nazionale", successivamente furono la persistente memoria della patria che era ormai lontana. Le caratteristiche sia da un punto di vista stilistico sia musicale sono però molto differenti dalla Mazurka tradizionale; i brani di Chopin si allontanano da quella che era prevalentemente musica da danzare, nobilitando un genere e sottraendolo a ogni fine utilitaristico.
In questo periodo la nobilitazione della musica popolare da parte dei grandi compositori dell'Ottocento offrì alla danza popolare nuove ed originali possibilità espressive: molte di queste danze furono inserite all'interno del balletto classico costituendo interessanti spunti coreografici. Una mazurca di Chopin, in Do diesis minore op. 50 n. 3, venne impiegata, insieme ad altre composizioni del musicista orchestrate da Glazunov, dal coreografo russo Michel Fokine nel balletto classico Chopiniana (1907), poi riproposto a Parigi dal Balletti russi con il titolo Les Sylphides (1909), orchestrato da diversi compositori. Fokine ne ha presentato una versione sfruttando le caratteristiche musicali dei brani del musicista polacco.
Čajkovskij compose una Mazurka de salon per pianoforte nel 1870 e Claude Debussy scrisse anch'egli una Mazurka per pianoforte nel 1890. In seguito altri musicisti scrissero Mazurke; Henryk Wieniawski compose Due Mazurke caratteristiche op. 19 per violino e pianoforte, Karol Szymanowski ne scrisse venti per pianoforte e anche Skrjabin realizzò una serie di 24 Mazurche pianistiche.

## Sul finire del secolo
Già a metà dell'Ottocento la mazurca aveva cominciato la sua lenta decadenza, tanto che nel 1895 essa veniva praticata solo in Russia, Austria e Polonia. Il suo declino fu strettamente legata alla costante diminuzione delle sale da ballo, che nel giro di una settantina d'anni fece ritirare la società dai palazzi pubblici per dare più spazio alla moda delle feste private nelle grandi abitazioni cittadine delle classi più agiate. Persino l'esclusiva Alamack londinese, un social club che dal 1765 ospitava donne e uomini di classe agiata, cominciò a perdere successo nel 1840 circa, sebbene le sue magnifiche sale furono adoperate fino al 1871. Negli anni ottanta dell'Ottocento, però, la democratizzazione che culminò nell'estensione del diritto di voto anche alle classi meno abbienti (ma non ancora alle donne) influenzò anche il mondo del ballo. Non essendoci più spazio per l'artificiosità di una società ormai in declino e per la sua danza d'élite, nasce, proprio in questo periodo, un nuovo tipo di sala da ballo, aperta a tutti. I palazzi che ospitavano queste sale non erano di nobili famiglie ma erano edifici pubblici, la maggior parte dei quali sprovvisti di parquet, nati per soddisfare un'esigenza di massa e il cui scopo principale era quello di accogliere il maggior numero possibile di ballerini e di nuove danze. L'America in particolare, durante lo sviluppo industriale che caratterizzò la fine del diciannovesimo secolo cominciò a sviluppare una propria cultura autonoma, svincolata dall'influenza e dai canoni europei, che fu responsabile della nascita di nuovi generi musicali i quali conquistarono in poco tempo il vecchio continente; la Barn Dance ne è uno dei primi esempi. Importata dagli Stati Uniti nel 1888 catturò il pubblico inglese, proprio per le sue caratteristiche poco comuni in quegli anni: di origini popolari, era caratterizzata da un volteggio molto veloce in 4/4 che richiedeva più energia che abilità pratiche, la qualità del ballo era infatti subordinata alla vitalità con cui lo si doveva praticare.

### Celebre mazurca variata
Augusto Migliavacca (Parma 1838-1901) è stato un violinista, definito dai suoi estimatori il Paganini dei suonatori ambulanti perché vagabondava esibendosi nelle piazze, sagre e fiere dell'Emilia-Romagna e del Piemonte. Tra le sue composizioni più importanti figura la Celebre mazurca variata per violino del 1885. Originalmente era conosciuta con il titolo di Un pensiero d'amore. Nel novecento ottenne un grande successo entrando a far parte del repertorio dei maggiori fisarmonicisti italiani e non solo; furono infatti moltissimi quelli che riproposero, rivisitarono o utilizzarono la composizione di Migliavacca in svariate situazioni. Tra questi si ricordano:
Il fisarmonicista Gigi Stok la incide nel 1954 per l'album Ballando all'antica (La Voce del Padrone, QFLP 4006). 
Carlo Venturi inserisce la sua versione nell'album Amarcord (B.F., BF 76029).
Nel 2013 l'Orchestra Castellina presenta la celebre mazurka nella raccolta Mazurka and mazurca - 25 international hits (A journey into the magical world of mazurka) (Discocapital Records). Nel 2015 Massimo Castellina esegue la sua versione per la raccolta Natale con il liscio 2 (Zanibon).

## La mazurca oggi
In Polonia, durante le festività e cerimonie nazionali, la mazurca ancora oggi viene danzata da ballerini che indossano i costumi tipici. Questo particolare tipo di danza popolare si usa ballare anche in Italia ed è conosciuto particolarmente in Romagna. Le orchestre romagnole mantennero viva la mazurca nella tradizione del ballo liscio (assieme alla polka, al valzer veloce e al tango). Fra tutti i generi è uno di quei balli che implica la minor difficoltà esecutiva ed interpretativa, nonostante sia caratterizzato da una notevole varietà di figure coreografiche.
L'Orchestra Spettacolo Casadei, fondata nel 1928 dal musicista Secondo Casadei, è quella che più si è dedicata al repertorio costituito da rivisitazioni in chiave folk dei più celebri tanghi, valzer, mazurche e polche. La sua musica ebbe molto successo prima della guerra in tutta la Romagna, e dopo in tutta Italia. 
Successivamente, il ballo liscio aveva vissuto qualche trasformazione di stile che permise di andare oltre il solo concetto di musica regionale.